# 間充ゲル
間充ゲル（かんじゅうゲル、Mesoglea）は、クラゲや有櫛動物、刺胞動物に属する一部の原始的な海洋性生物に見られる半透明で不活性なゼリー状の物質。
陸上生物における骨や軟骨などと同様に、水中における生物の構造支持の役目を果たすが、間充ゲルは含水率が高いため、陸上では崩れてしまいがちである。